# Леордень (комуна)
Леордень, Леордені (рум. Leordeni) — комуна у повіті Арджеш в Румунії. До складу комуни входять такі села (дані про населення за 2002 рік):
- Балотяска (162 особи)
- Беїла (331 особа)
- Бинтеу (73 особи)
- Будіштень (437 осіб)
- Глимбоката-Дял (542 особи)
- Глимбоката (432 особи)
- Глоду (262 особи)
- Кирчумерешть (300 осіб)
- Коту-Малулуй (294 особи)
- Леордень (1360 осіб)
- Моара-Моканулуй (187 осіб)
- Скіту-Скойчешть (490 осіб)
- Чолчешть (157 осіб)
- Чулніца (1062 особи)

Комуна розташована на відстані 86 км на північний захід від Бухареста, 21 км на схід від Пітешть, 116 км на північний схід від Крайови, 103 км на південь від Брашова.

## Населення
За даними перепису населення 2002 року у комуні проживали 6089 осіб.
Національний склад населення комуни:
| Національність   | Кількість осіб | Відсоток |
| ---------------- | -------------- | -------- |
| румуни           | 6066           | 99,6%    |
| цигани           | 17             | 0,3%     |
| угорці           | 2              | < 0,1%   |
| росіяни-липовани | 2              | < 0,1%   |
| турки            | 1              | < 0,1%   |

Рідною мовою назвали:
| Мова      | Кількість осіб | Відсоток |
| --------- | -------------- | -------- |
| румунська | 6084           | 99,9%    |
| російська | 2              | < 0,1%   |
| угорська  | 1              | < 0,1%   |
| циганська | 1              | < 0,1%   |
| турецька  | 1              | < 0,1%   |

Склад населення комуни за віросповіданням:
| Релігія            | Кількість осіб | Відсоток |
| ------------------ | -------------- | -------- |
| православні        | 6052           | 99,4%    |
| бретрени           | 17             | 0,3%     |
| п'ятдесятники      | 11             | 0,2%     |
| реформати          | 5              | 0,1%     |
| греко-католики     | 1              | < 0,1%   |
| мусульмани         | 1              | < 0,1%   |
| атеїсти            | 1              | < 0,1%   |
| не вказали релігію | 1              | < 0,1%   |